# Parallel Virtual Machine
Parallel Virtual Machine (PVM) (дословно виртуальная параллельная машина) — общедоступный программный пакет, позволяющий объединять разнородный набор компьютеров в общий вычислительный ресурс («виртуальную параллельную машину») и предоставляющий возможности управления процессами с помощью механизма передачи сообщений. Существуют реализации PVM для самых различных платформ: от ноутбуков до суперкомпьютеров Cray. PVM имеет более расширенные возможности, чем её популярный аналог MPI, в плане контроля вычислений: присутствует специализированная консоль управления параллельной системой и её графический эквивалент XPVM, позволяющий наглядно продемонстрировать работу всей системы.

## Описание
PVM — плод совместного сотрудничества Окриджской национальной лаборатории, Университета штата Теннесси и Университета Эмори. Работа над проектом началась в Окриджской национальной лаборатории летом 1989 года, и в том же году была выпущена PVM 1.0. Разработкой занимались сотрудники лаборатории Vaidyalingam S. Sunderam и Al Geist. PVM 1.0 использовалась только внутри лаборатории и не предназначалась для распространения. Версия 2.0, переписанная сотрудниками Университета штата Теннесси, вышла в марте 1991 года и развивалась до версии 2.4. Версия 3, выпущенная в марте 1993 года, была полностью переписана с нуля, поддерживала устойчивость к сбоям (fault tolerance) и проще портировалась на другие платформы. Последней версией PVM является версия 3.4.6, выпущенная в феврале 2009 года.
PVM поддерживает программирование на языках Fortran, C и C++ путём предоставления специальных библиотек.
PVM является свободным ПО и распространяется под двумя лицензиями: BSD Licence и GNU General Public License.

## Аналоги
- MPI — спецификация механизма передачи сообщений, опубликованная в апреле 1994 года, и имеющая множество популярных реализаций
- p4 Parallel Programming System — разработка Аргоннской национальной лаборатории
- Express — продукт компании ParaSoft Corporation
- Linda — разработка Йельского университета